# Vilhelmina landsfiskalsdistrikt
Vilhelmina landsfiskalsdistrikt var 1918–1964 ett landsfiskalsdistrikt i Västerbottens län, bildat när Sveriges indelning i landsfiskalsdistrikt trädde i kraft den 1 januari 1918, enligt beslut den 7 september 1917. Den 1 januari 1965 avskaffades i Sverige samtliga landsfiskaler och landsfiskalsdistrikt, och deras arbetsuppgifter delades upp på de nyskapade indelningarna polisdistrikt, åklagardistrikt och kronofogdedistrikt.
Landsfiskalsdistriktet låg under länsstyrelsen i Västerbottens län.

## Ingående områden
Den 1 januari 1947 utbröts Vilhelmina köping ut ur Vilhelmina landskommun och genom beslut skulle köpingen ingå i detta landsfiskalsdistrikt.

### Från 1918
- Del av Vilhelmina landskommun: Södra delen av landskommunen, bestående av den del som inte låg i Dikanäs landsfiskalsdistrikt (Vilhelmina kyrkoplats och kyrkbord samt byarna Baksjönäs, Dalasjö, Siksjö, Gransjö och Strömåker).[2]

### Från 1 oktober 1941
- Del av Vilhelmina landskommun: Den del av kommunen som inte låg i Dikanäs landsfiskalsdistrikt.[4]

### Från 1947
- Vilhelmina köping
- Del av Vilhelmina landskommun: Den del av kommunen som inte låg i Dikanäs landsfiskalsdistrikt.